# Jason Robards (1922)
Jason Robards (26. července 1922 Chicago – 26. prosince 2000 Bridgeport) byl americký herec, dvojnásobný držitel ceny Akademie.
Pocházel z umělecké rodiny, jeho otec Jason Robards  byl hollywoodský herec. Ačkoliv se narodil v Chicagu, vyrůstal v Hollywoodu. V mládí hodně sportoval, běhal, hrál baseball a zaobíral se i kulturistikou. V roce 1940 ve věku 18 let vstoupil do amerického námořnictva, kde sloužil jako radista na těžkém křižníku USS Northampton a po jeho potopení v bitvě u Tassafarongy na lehkém křižníku USS Nashville.

## Herecká kariéra
Po válce se rozhodl, že bude hercem. Přestěhoval se do New Yorku, kde začínal nejprve drobnými rolemi v rozhlase i na divadle. První větší roli získal až v roce 1956, první větší televizní roli ztvárnil až v roce 1960. První větší úspěch zaznamenal ve filmu Masakr na svatého Valentýna v roce 1967. Zlom v jeho kariéře nastal o rok později, kdy si jej režisér Sergio Leone vybral do snímku Tenkrát na Západě, kde ztvárnil jednu z hlavních postav – sympatického desperáta Cheyenna. Následoval válečný snímek Tora! Tora! Tora! z roku 1970, kde mohl ztvárnit osobní zkušenosti z japonského útoku na Pearl Harbor a v témže roce si pak zahrál postavu Bruta v historickém snímku Julius Caesar. Svého prvního Oscara získal za roli šéfredaktora deníku Washington Post ve známém filmu o aféře Watergate Všichni prezidentovi muži. Druhý Oscar pak následoval za snímek Julie z roku 1977. I ve vysokém věku byl velmi aktivním hercem. V roce 1997 navštívil Českou republiku jako host filmového festivalu v Karlových Varech.

## Soukromý život
Oba jeho synové Sam Robards i Jason Robards III. se stali herci.